# Ilan Kebbal
Ilan Kais Kebbal (Marsiglia, 10 luglio 1998) è un calciatore algerino, centrocampista del Paris FC.

## Carriera
Nato a Marsiglia in Francia, da una famiglia di origini algerine, all'inizio della sua carriera ha svolto provini con varie squadre francesi, che però l'hanno rifiutato quando si trattava di entrare in squadra, a causa della sua bassa statura.
Dopo un biennio trascorso nella seconda squadra del Bordeaux, ha militato nell'FC Côte Bleue nel Championnat de France amateur 2, prima di firmare un contratto con lo Stade Reims l'anno successivo, dove è stato aggregato alla squadra riserve.
Nel 2020 passa in prestito Lyon-La Duchère, militante nel Championnat National, successivamente, il 2 luglio 2020, è stato girato in prestito per una stagione al Dunkerque, formazione neopromossa in Ligue 2.
Con la squadra situata sulle sponde della Manica si mette in mostra, tanto è vero che il Reims decide di farlo rientrare alla base per l'imminente inizio della Ligue 1.
Grazie anche all'acquisto dei giovani Nathanaël Mbuku e El Bilal Touré, contribuisce al buon rendimento della squadra, in particolare, nella vittoria contro il Montpellier, partita nella quale segna anche il suo primo gol con il Reims, contro il Paris Saint-Germain e nella vittoria per 2-0 contro il Rennes, fornendo i due assist decisivi per i gol.